# Les Edwards
Les Edwards ou Edward Miller (né en 1949)  est un peintre, illustrateur et dessinateur anglais.

## Biographie
Les Edwards étudie au Hornsey College of Art.
Il est trois fois nommé aux Prix World Fantasy et remporte un British Fantasy Award.
En 2005 il est l'artiste mis à l'honneur dans le cadre de la World Science Fiction Convention.

## Illustrations de couverture
- Cabal (film) (poster)
- The Thing (film, 1982) (poster)
- Metallica- "Jump in the Fire" 1983 (cover)
- Clive Barker -"Books of Blood", "Son Of Celluloid", "Rawhead Rex"
- Conan le Barbare
- Mick Garris -"Development Hell"
- Nancy Lamb (R. G. Austin) -"Ten-Ton Monster"
- Ian Livingstone -"Caverns of the Snow Witch"